# Monarcha stěhovavý
Monarcha stěhovavý (Danaus plexippus) je denní motýl z čeledi babočkovitých. Je známý, tím, že každoročně v obrovských hejnech putuje do středního Mexika (přesněji Sierra Nevada), kde přežívá zimu. Protože tato cesta je dlouhá skoro 4000 km a cestou čeká mnoho překážek (např. sucho, hurikán…), ne všichni monarchové dosáhnou svého cíle. Na jaře se opět vracejí do svých líhnišť na severu Spojených států nebo v Kanadě. Tam potom obrovská hejna sedají na stromy, na kameny a všude kolem. Stromy jsou celé obsypané motýly a je těžko rozeznat, co je strom a co je motýl (pokud se motýli nijak zvlášť nepohybují). V Mexiku byla lokalita přezimování tohoto motýla vyhlášena biosférickou rezervací Reserva de la Biosfera de la Mariposa Monarca. Rozkládá se na pomezí mexických států México a Michoacán, má rozlohu 56 000 ha a v roce 2008 byla zapsána na seznam světového dědictví.

## Galerie

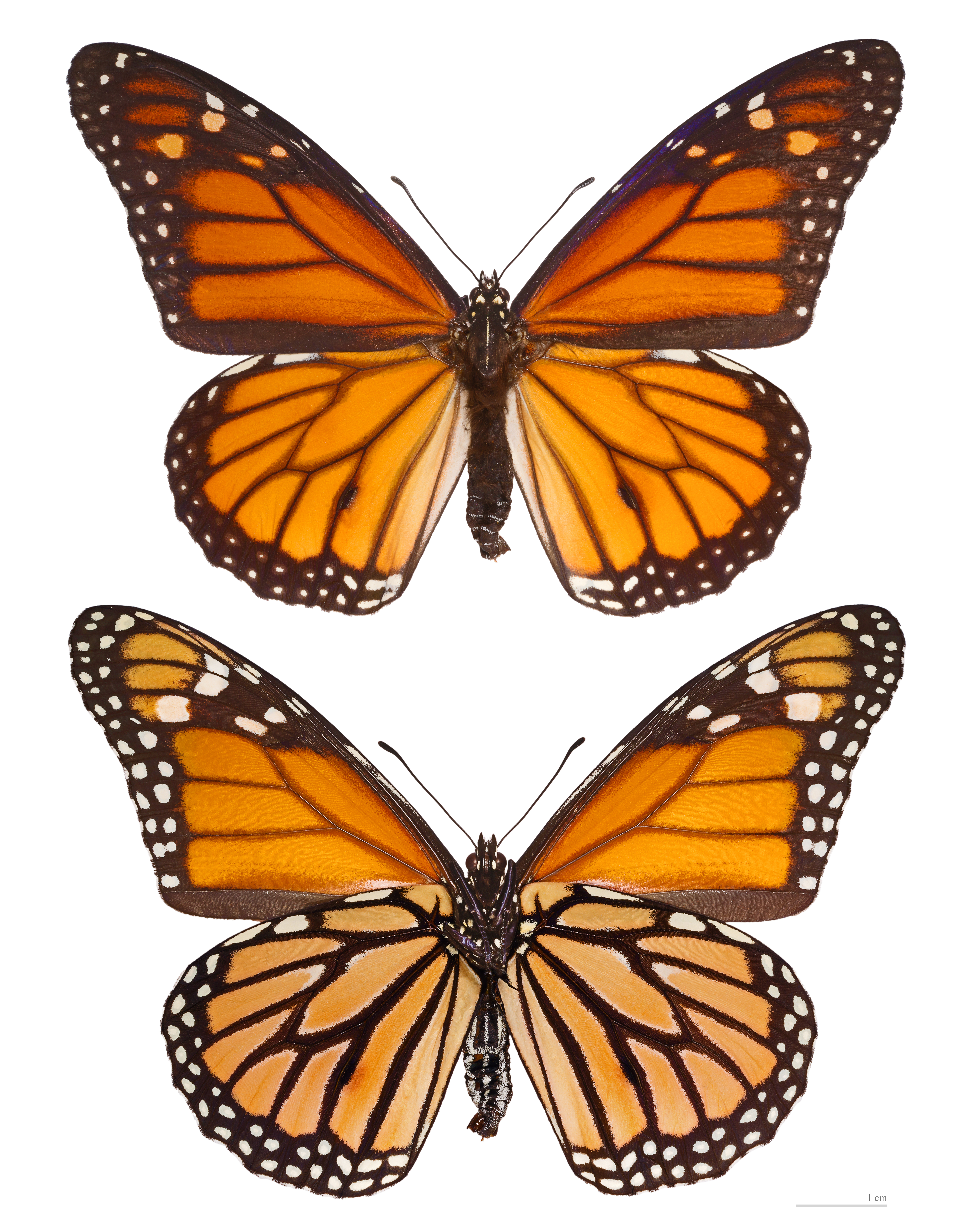
Sameček
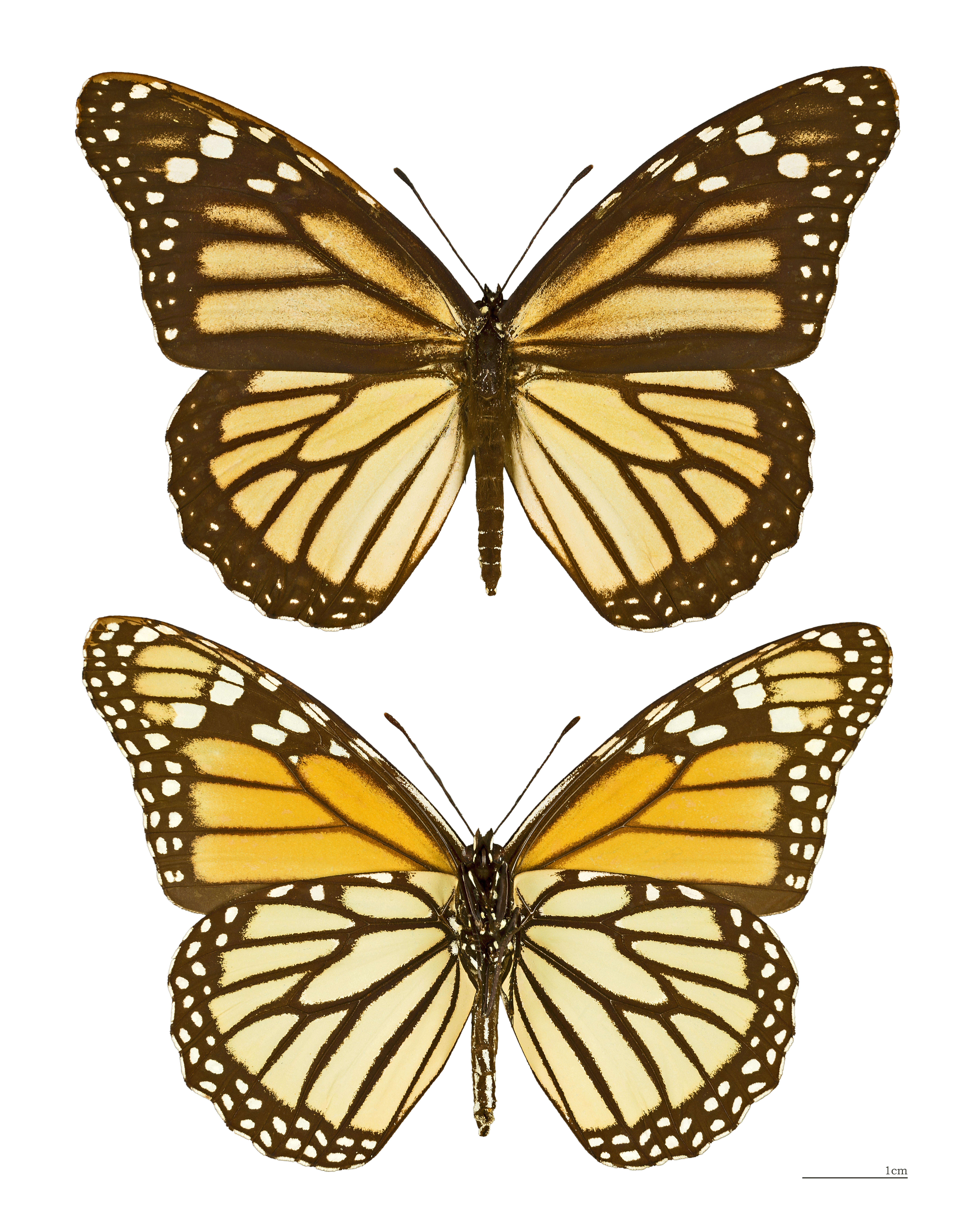
Samička